# Röd lejonsvans
Röd lejonsvans (Phlomis tuberosa) är en kransblommig växtart som beskrevs av Carl von Linné. I den svenska databasen Dyntaxa används istället namnet Phlomoides tuberosa. Enligt Catalogue of Life ingår Röd lejonsvans i släktet lejonsvansar och familjen kransblommiga, men enligt Dyntaxa är tillhörigheten istället släktet Phlomoides och familjen kransblommiga. Arten förekommer tillfälligt i Sverige, men reproducerar sig inte. Inga underarter finns listade i Catalogue of Life.

## Bildgalleri

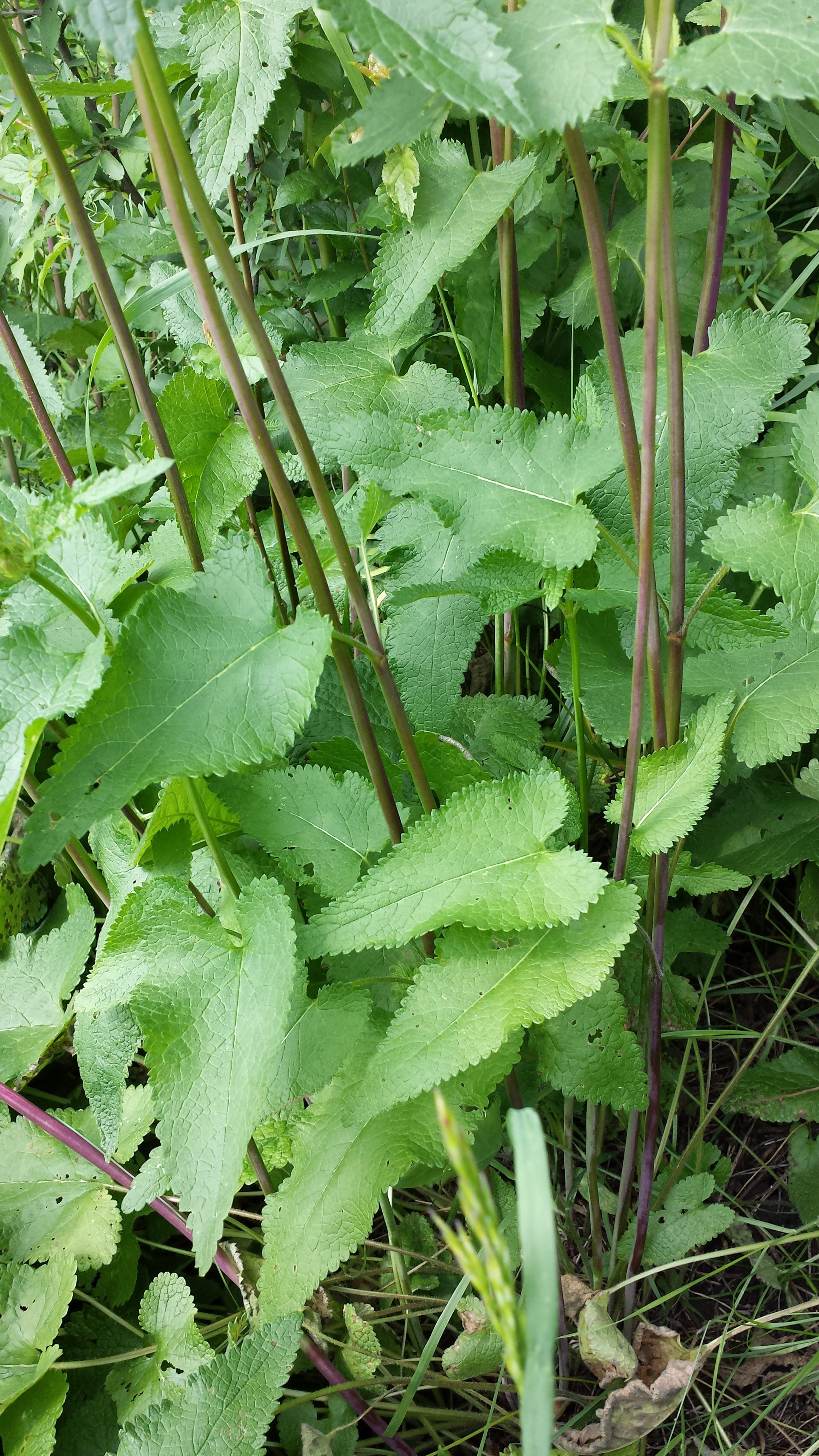
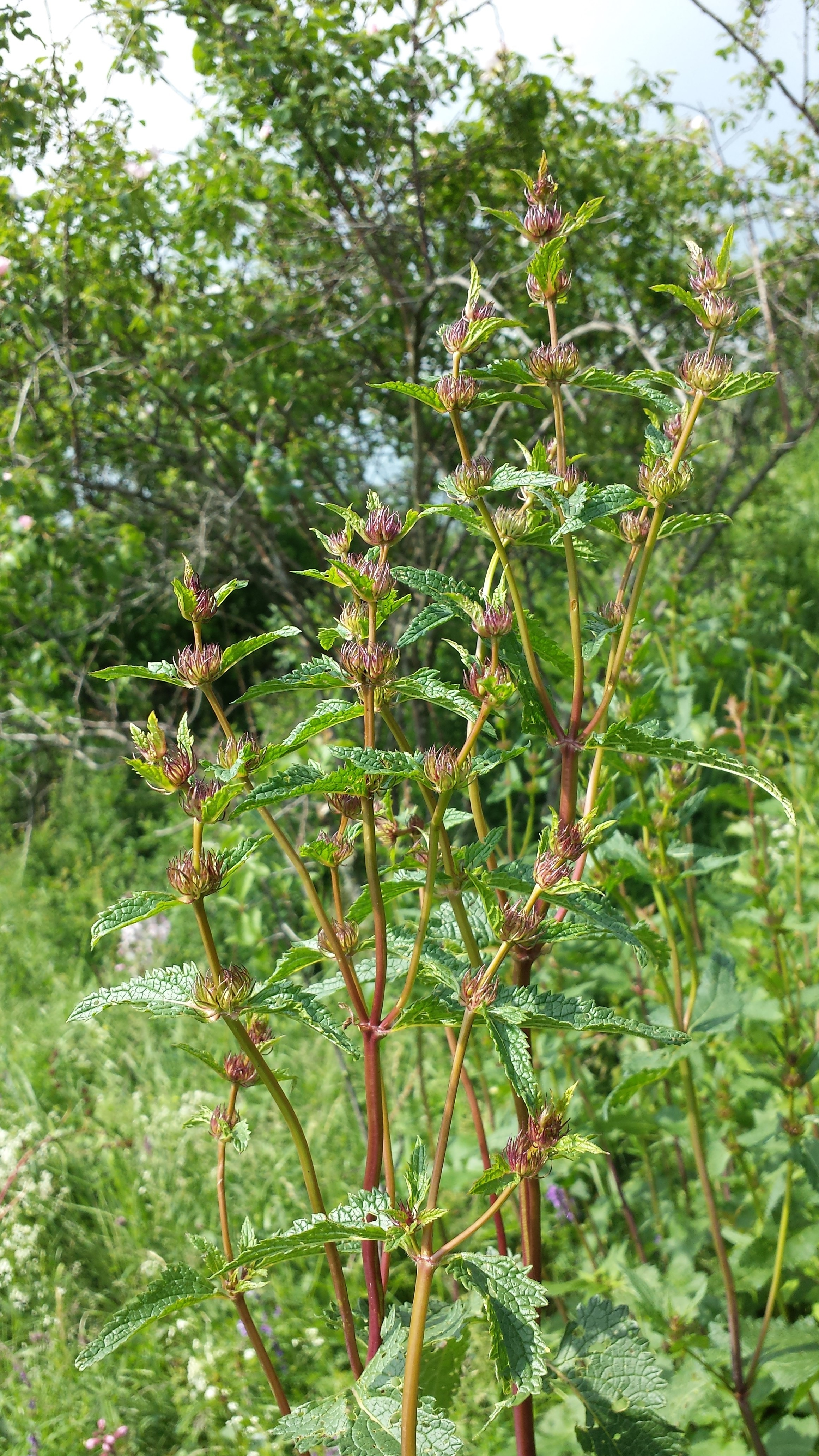
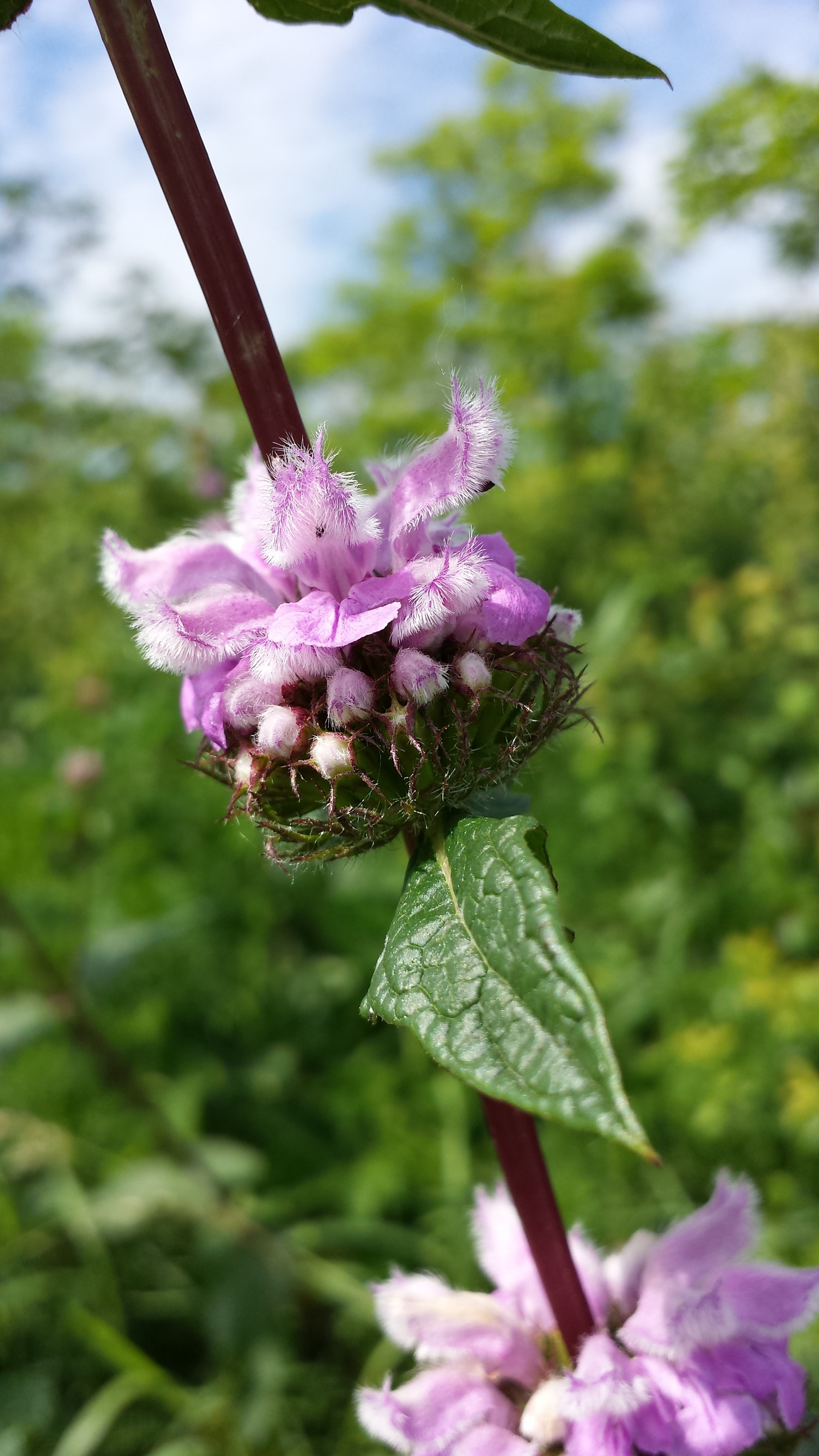
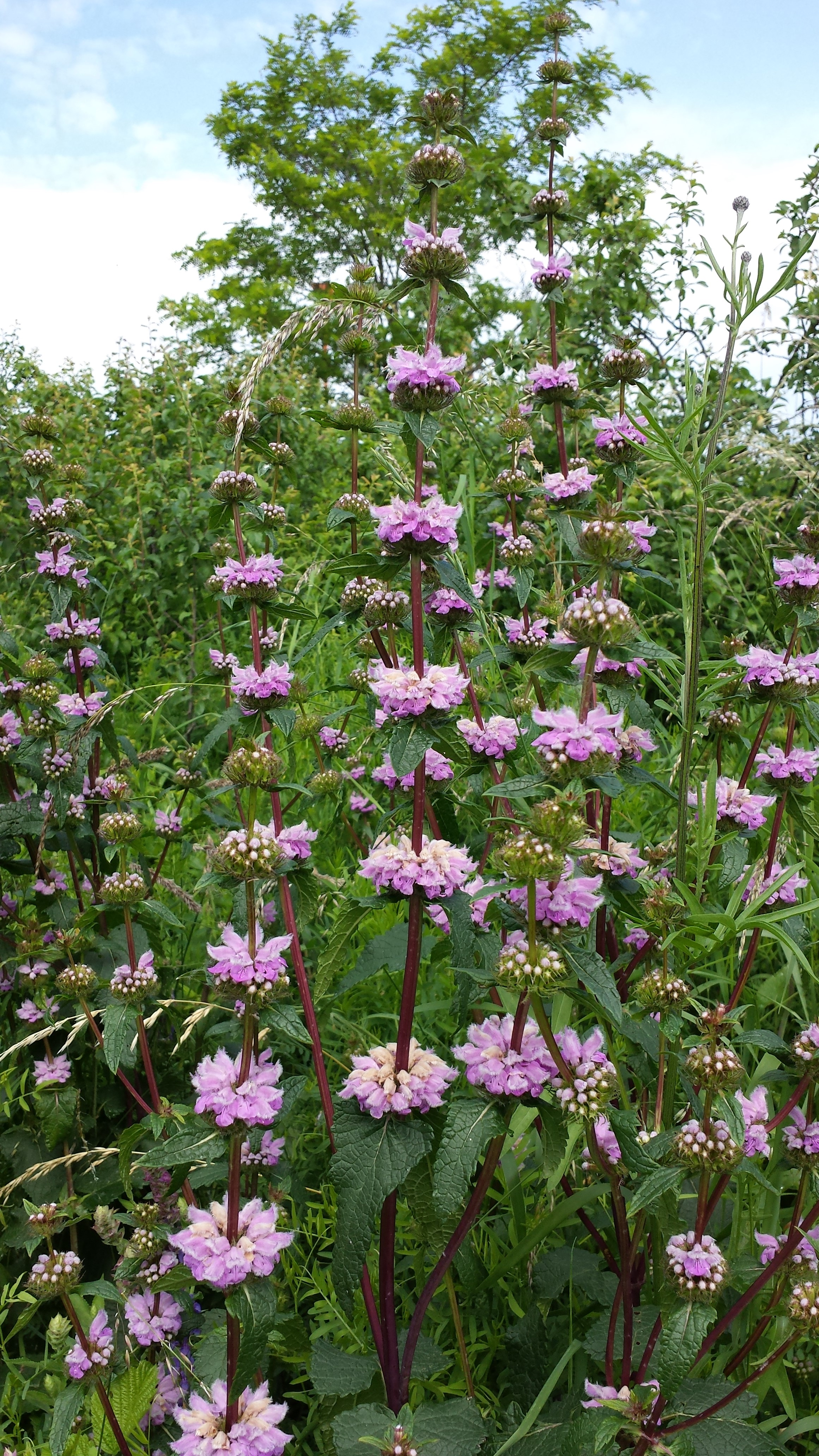
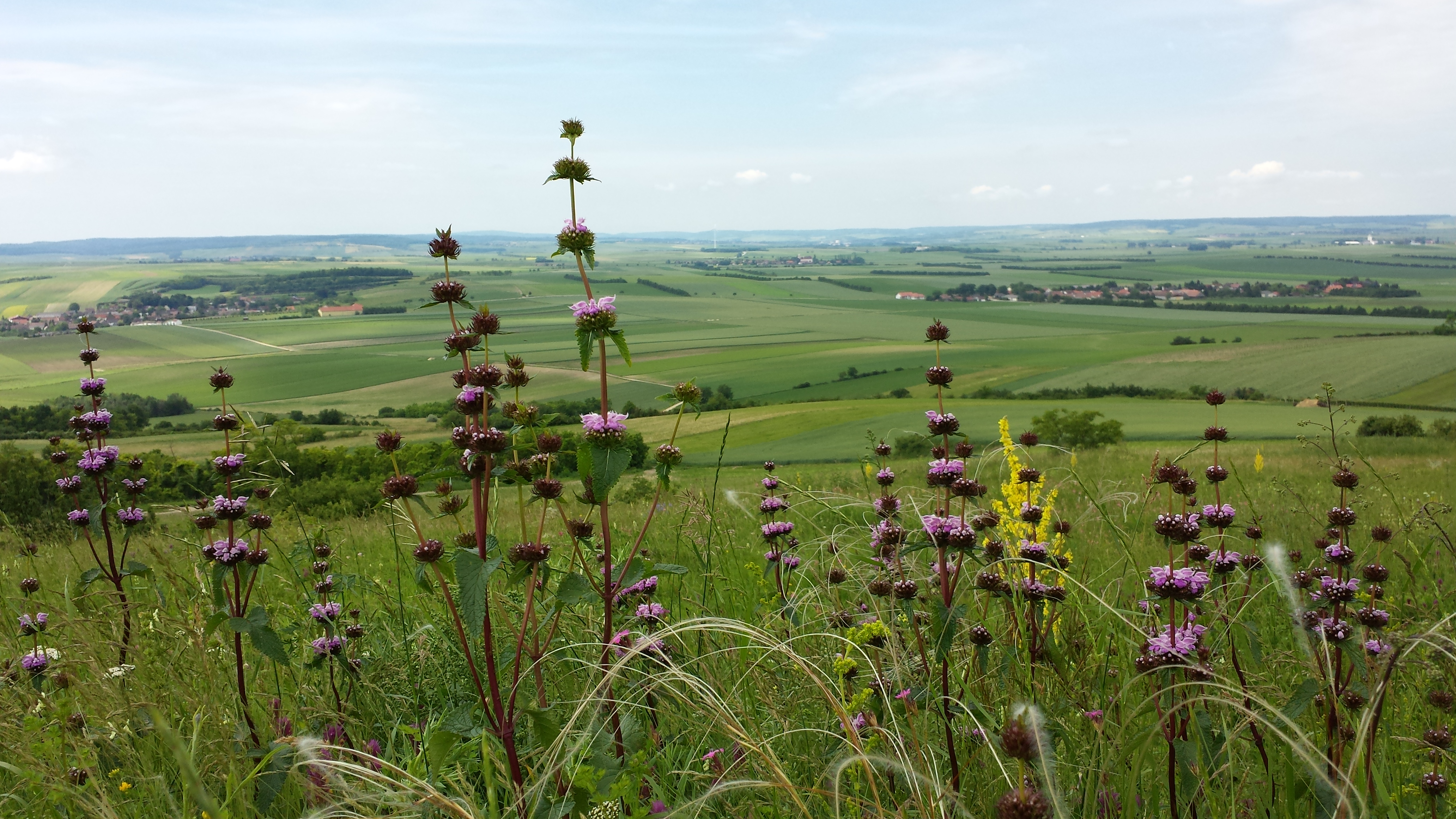
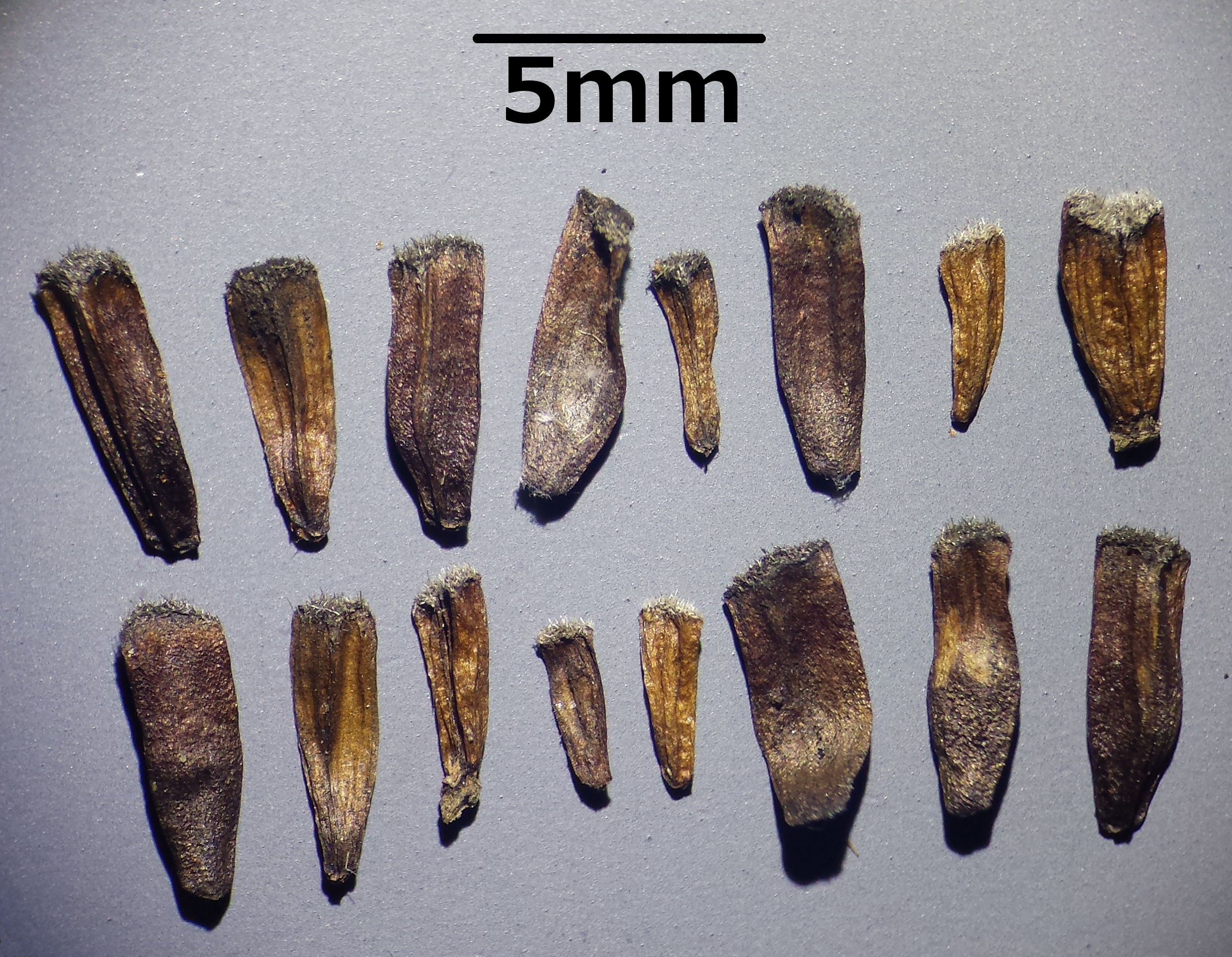